# Estación Ventilla
Estación Ventilla är en ort i Mexiko.   Den ligger i kommunen San Felipe och delstaten Guanajuato, i den centrala delen av landet, 300 km nordväst om huvudstaden Mexico City. Estación Ventilla ligger 1 832 meter över havet och antalet invånare är 157.
Terrängen runt Estación Ventilla är platt åt sydost, men åt nordväst är den kuperad. Runt Estación Ventilla är det ganska glesbefolkat, med 31 invånare per kvadratkilometer. Närmaste större samhälle är Villa de Reyes, 8,6 km nordost om Estación Ventilla. Trakten runt Estación Ventilla består till största delen av jordbruksmark.